# Estoloides scabracaulis
Estoloides scabracaulis är en skalbaggsart som beskrevs av Chemsak och Noguera 1993. Estoloides scabracaulis ingår i släktet Estoloides och familjen långhorningar. Inga underarter finns listade i Catalogue of Life.